# Atropacarus immundus
Atropacarus immundus är en kvalsterart som först beskrevs av Wojciech Niedbała 1983.  Atropacarus immundus ingår i släktet Atropacarus och familjen Phthiracaridae. Inga underarter finns listade.